# Ейвінд Ерл
Ейвінд Ерл (англ. Eyvind Earle; 26 квітня 1916 — 20 липня 2000) — американський художник, автор та ілюстратор. Музей Метрополітен, Нью-Йорк, Музей мистецтв Рар West, Музей мистецтв Фініксу і Університет штату Аризона придбали роботи Ерла для своїх постійних колекцій. Його роботи також були показані на багатьох персональних виставках по всьому світу.

## Раннє життя і кар'єра
Народжений в Нью-Йорку в 1916 році, Ейвінд Ерл почав свою плідну кар'єру у віці десяти років, коли його батько, Фердинанд Ерл, поставив його перед складним вибором: або читати по 50 сторінок книги щодня, або малювати по картині в день. Ерл вибрав останнє. З часу першої персональної виставки у Франції, коли йому було 14 років, слава Ерла постійно росла. У 1937 році в галереї Чарльза Моргана відбулася перша персональна виставка Ерла в Нью-Йорку. Два роки по тому на третьому показі в галереї, відгуки про його роботах були настільки схвальними, що експонати були розпродані, а Метрополітен музей придбав одну з його картин для постійної колекції.

## 1950-ті роки
У 1951 році Ерл почав працювати на студії Walt Disney асистентом художника фону. У 1953 році Ерл заінтригував Діснея, коли створив образ короткометражного мультфільму «Toot, Whistle, PlunkandBoom», який виграв премію Американської кіноакадемії і премію Каннського кінофестивалю. Дісней доручив художнику створення дизайну для таких картин, як «Пітер Пен», «ForWhomtheBullsToil», «WorkingforPeanuts», «Pigs is Pigs», «PaulBunyan» і «LadyandtheTramp». Ерл був відповідальним за дизайн, фон і колір отримав високу оцінку фільму «Спляча красуня» і надав йому магічний, середньовічний вигляд. Він також написав діорами для замку Сплячої Красуні в Діснейленді в Анахаймі, в штаті Каліфорнія.

## 1960-ті роки
Роботи Ерла можна було побачити і на телебаченні. Одне з його творінь — анімована 18-хвилинна версія різдвяної історії «Історія Різдва», яку він зробив в 1963 році спеціально для Tennessee Ernie Ford. Оглядач «DailyVariety» написав про роботу Ерла що вона, 
|  | повинна бути збережена і показуватися протягом багатьох років поспіль |

У 1966 році після 15-ти років створення анімаційних фільмів Ерл повернувся до живопису і продовжував займатися цим до кінця свого життя. На додаток до його акварелей, маслу, скульптурам, малюнків і гравюр в 1974 році він почав робити картини в техніці серіографії.

## Творчість
Його ранні роботи були строго реалістичними, але, вивчивши роботи різних майстрів, таких як Ван Гог, Сезанн, Рокуелл Кент і Джорджії О'Кіф, Ерл у віці 21 року, створив свій власний неповторний стиль.
Його творчість характеризується простотою, прямотою і дохідливістю трактування.
У своїй творчості застосовував серіграфію. Ейвінду Ерлу властиво оригінальне сприйняття пейзажу. Він успішно синтезує особливий стиль, який є одночасно таємничим, примітивним, впорядкованим і ностальгічним. Він відображає велич і простоту природи американської провінції.

## Помер
Ерл Ейвінд помер у 2000-му році, на 84-му році життя. Він говорив: 
|  | … малюючи більше 70 років, я не перестаю дивуватися приголомшливою нескінченністю Природи. Куди б я не подивився, я бачу творення. Творчість — це творчий процес … Творчість — це пошук правди |